# Alvaro Bonilla
Álvaro Bonilla – kolumbijski zapaśnik walczący w obu stylach. Czterokrotny medalista igrzysk boliwaryjskich, złoto w 1981 roku.